# Khairabad
Khairabad es una ciudad censal situada en el distrito de Mau en el estado de Uttar Pradesh (India). Su población es de 13016 habitantes (2011). 

## Demografía
Según el censo de 2011 la población de Khairabad era de 13016 habitantes, de los cuales 6663 eran hombres y 6353 eran mujeres. Khairabad tiene una tasa media de alfabetización del 75,79%, superior a la media estatal del 67,68%: la alfabetización masculina es del 80,40%, y la alfabetización femenina del 70,94%.